# Истовер (Северная Каролина)
Истовер (англ. Eastover) — малый город в округе Камберленд, штат Северная Каролина, США. Согласно переписи 2010 года, население составляет 3 628 человек.

## История
Дом Роберта Уильямса включён в Национальный реестр исторических мест США. Таун был официально зарегистрирован 25 июля 2007 года.

## География
Истовер расположен к северо-востоку от центра округа Камберленд. Координаты города — 35°05′43″ с. ш. 78°47′12″ з. д. (35.095278, −78.786556). Истовер лежит в 11 км к северо-востоку от центра города Фейетвилл.
Магистраль US 301 проходит через центр города. Дорога I-95 проходит параллельно US 301 на востоке Истовера.
По данным Бюро переписи населения США, общая площадь тауна составляет 29,4 км2. Из них 0,02 км2, или 0,08 %, приходится на воду.

## Население
| Год переписи                              | Нас. |       | %±     |
| ----------------------------------------- | ---- | ----- | ------ |
| 1980                                      | 1075 |       | —      |
| 1990                                      | 1243 |       | 15,6%  |
| 2000                                      | 1376 |       | 10,7%  |
| 2010                                      | 3628 |       | 163,7% |
| 2019                                      | 3762 | [ 5 ] | 3,7%   |
| 1980–2019 — перепись населения. Источник: |      |       |        |